# Delomerista kusuoi
Delomerista kusuoi là một loài tò vò trong họ Ichneumonidae.